# Моллин, Морис
Морис Моллин (нидерл. Maurice Mollin;  6 мая 1924, Антверпен,  Бельгия — 5 августа 2003, Антверпен,  Бельгия) — бельгийский профессиональный шоссейный велогонщик в 1945-1958 годах.  Победитель велогонки Льеж — Бастонь — Льеж (1948).

## Достижения
1947
1-й 1-meiprijs - Ere-Prijs Vic De Bruyne
2-й Тур Лимбурга
1948
1-й Льеж — Бастонь — Льеж
1-й — Этап 3 Тур Бельгии
6-й Флеш Валонь
1949
3-й Омлоп Хет Ниувсблад
3-й Дварс дор Фландерен
5-й Гент — Вевельгем
6-й Вызов Дегранж-Коломбо
8-й Париж — Брюссель
8-й Флеш Валонь
10-й Париж — Тур
1952
1-й — Этап 2 Тур Бельгии
3-й Брюссель — Ингойгем
1953
2-й Омлоп Хет Ниувсблад
2-й Чемпионат Фландрии
4-й Схелдепрейс
1957
5-й Париж — Рубе
6-й Омлоп Хет Ниувсблад
10-й Кюрне — Брюссель — Кюрне

## Статистика выступлений

### Гранд-туры
| Гранд-тур                 | 1947 |
| ------------------------- | ---- |
| Джиро д’Италия            | —    |
| Тур де Франс              | 42   |
| (c 2010 ) Вуэльта Испании | —    |

| —  | Не участвовал  |
| НФ | Не финишировал |